# Phân tích liên kết
Trong lý thuyết mạng, phân tích liên kết là một kỹ thuật phân tích dữ liệu dùng để đánh giá các quan hệ (kết nối) giữa các nút (node). Các quan hệ có thể được nhận diện trong một vài dạng nút (đối tượng) như tổ chức, con người và giao dịch tài chính. Phân tích liên kết đã và đang được dùng cho sự khảo sát các hoạt động tội phạm (như phát hiện gian lận, chống khủng bố và đánh giá thông minh),  an ninh mạng, tối ưu hóa công cụ tìm kiếm, nghiên cứu thị trường, nghiên cứu y học, và nghệ thuật.